# Buflomedil
Buflomedil là một loại thuốc vận mạch được sử dụng để điều trị claudicate hoặc các triệu chứng của bệnh động mạch ngoại biên. Nó hiện không được Cục Quản lý Thực phẩm và Dược phẩm Hoa Kỳ (FDA) chấp thuận cho sử dụng tại Hoa Kỳ. Hiện có sẵn dưới dạng tên thương mại Loftyl.

## Độc tính
Thuốc này có thể bị đình chỉ tiếp thị ở Liên minh châu Âu, vì lo ngại về độc tính thần kinh và tim nghiêm trọng. Trong thông cáo báo chí ngày 17 tháng 11 năm 2011 EMA đã đề nghị các bác sĩ "nên ngừng sử dụng buflomedil và xem xét các lựa chọn điều trị thay thế".
Các tác dụng phụ khác nhau đã được báo cáo cho FDA.